# Gustav Erlemann

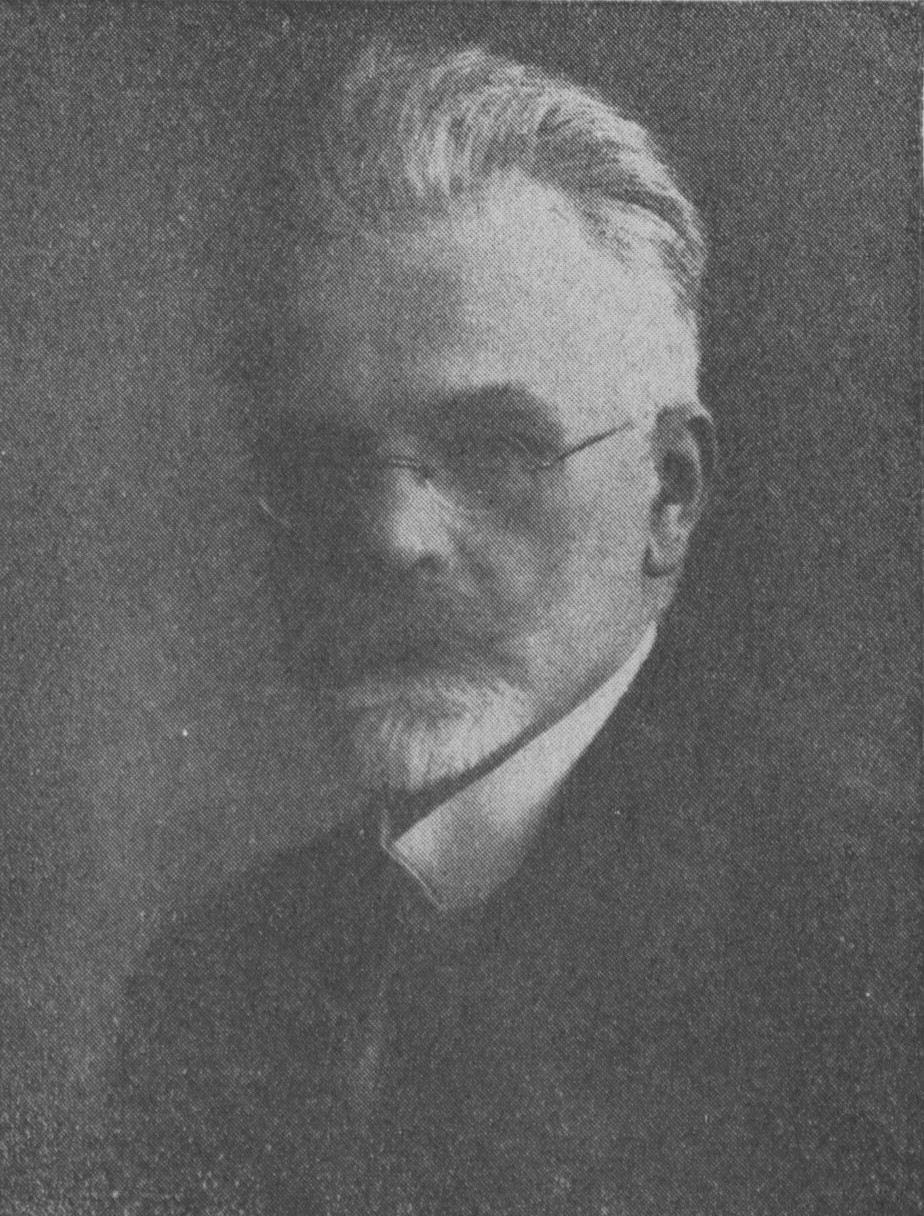
Gustav Erlemann, um 1928

Gustav Erlemann (* 29. März 1876 in Neuwied; † 5. Oktober 1936 in Trier) war ein deutscher Kirchenmusiker und Komponist. Er gründete 1903 das Kirchenmusikkonservatorium in Trier, dessen Direktor er wurde und das bald nach ihm benannt wurde. 

## Lehre und Wirken
Nach Abschluss des Realgymnasiums in seiner Heimatstadt ging Erlemann für drei Jahre nach Boppard, wo er das Lehrerseminar besuchte. Sein Lehrer mit großem Einfluss auf ihn wurde Peter Piel, der zu den Erneuerern der Kirchenmusik im Rheinland zählte. Ab 1891 studierte Erlemann am Akademischen Institut für Kirchenmusik in Berlin, wo er Schüler von Rudolf Radecke, Carl Albert Löschhorn und Hermann Schroeder war. Anschließend studierte er weitere sieben Semester an der Königlichen Akademie der Künste in Berlin und war dort Meisterschüler von Max Bruch.
1903 wechselte Erlemann nach Trier. Dort gründete er nach Regensburger und Aachener Vorbild ein Kirchenmusik-Konservatorium, das 1926, also zehn Jahre vor seinem Tod, staatlich anerkannt wurde. Bis zuletzt unterrichtete er an der Hochschule.
Daneben schuf Erlemann als Komponist zahlreiche kirchenmusikalische Werke.

## Werke (Auswahl)

### Kompositionen
- Der Nibelungen Überfahrt, 1900
- Ballade e-Moll für Klavier und Orchester, 1903
- 24 kurze Stücke (Vor-, Zwischen- u. Nachspiele) op. 33, Düsseldorf, Schwann. 1913
- Praludium in c-Moll op. 38, Trier, Bantus-Verlag 1911[1]
- Römische Suite für Orchester, 1921
- Symphonische Dichtung „Das Lied vom Leben“, 1921
- Klavierkonzert Es-Dur, 1922
- Messe op 55; 1953 (Neudruck)

### Gesangbücher
- 6 Weihnachtslieder für Kriegs- und Friedenszeiten, 1916
- 20 Deutsche Kirchenlieder als Einheitslieder eingerichtet für Kriegs- und Friedenszeiten, 1915

### Theorien
- Die Einheit im katholischen deutschen Kirchenliede: eine kritische Würdigung der Lieder der heutigen Diözesan-Gesangbücher von Deutschland, Luxemburg, Österreich und der Schweiz, sowie des Militärgesangbuches Berlin; zugleich eine Auswahl und Festlegung der Lieder die für ein einheitliches Gesangbuch in Betracht kommen könnten / auf Grund von Handschriften und gedruckten Quellen bearb. von Gustav Erlemann. Bantus-Verlag, Trier 1911[2]
- Das neue Einheitsgesangbuch. Bantus-Verlag, Trier 1913
- Die wichtigsten Choralgesänge (in zwei Ausgaben), 1916, 1951 (Neudruck Kessler-Verlag, Trier)